# Campeonato Argentino de Futebol de 1947
O Campeonato Argentino de Futebol de 1947 foi a décima sétima temporada da era profissional da Primeira Divisão do futebol argentino. O certame foi disputado em dois turnos de todos contra todos, entre 13 de abril e 16 de novembro. O River Plate sagrou-se campeão argentino, pela nona vez.

## Participantes
| Equipe            | Cidade       |
| ----------------- | ------------ |
| Atlanta           | Buenos Aires |
| Banfield          | Banfield     |
| Boca Juniors      | Buenos Aires |
| Chacarita Juniors | Villa Maipú  |
| Estudiantes       | La Plata     |
| Huracán           | Buenos Aires |
| Independiente     | Avellaneda   |
| Lanús             | Lanús        |
| Newell's Old Boys | Rosario      |
| Platense          | Buenos Aires |
| Racing Club       | Avellaneda   |
| River Plate       | Buenos Aires |
| Rosario Central   | Rosario      |
| San Lorenzo       | Buenos Aires |
| Tigre             | Victoria     |
| Vélez Sarsfield   | Buenos Aires |

## Classificação final
| Pos | Equipes           | J  | V  | E  | D  | GM | GS | Pts |
| --- | ----------------- | -- | -- | -- | -- | -- | -- | --- |
| 1   | River Plate       | 30 | 22 | 4  | 4  | 90 | 37 | 48  |
| 2   | Boca Juniors      | 30 | 17 | 8  | 5  | 70 | 43 | 42  |
| 3   | Independiente     | 30 | 17 | 7  | 6  | 66 | 42 | 41  |
| 4   | Estudiantes LP    | 30 | 15 | 7  | 8  | 64 | 35 | 37  |
| 4   | San Lorenzo       | 30 | 13 | 11 | 6  | 71 | 43 | 37  |
| 6   | Racing Club       | 30 | 15 | 6  | 9  | 63 | 45 | 36  |
| 7   | Chacarita Juniors | 30 | 14 | 4  | 12 | 66 | 52 | 32  |
| 8   | Vélez Sarsfield   | 30 | 11 | 7  | 12 | 51 | 44 | 29  |
| 9   | Platense          | 30 | 9  | 8  | 13 | 38 | 54 | 26  |
| 10  | Rosario Central   | 30 | 9  | 7  | 14 | 55 | 68 | 25  |
| 11  | Huracán           | 30 | 10 | 4  | 16 | 59 | 73 | 24  |
| 11  | Newell's Old Boys | 30 | 7  | 10 | 13 | 45 | 63 | 24  |
| 13  | Lanús             | 30 | 7  | 7  | 16 | 46 | 70 | 21  |
| 14  | Tigre             | 30 | 6  | 8  | 16 | 48 | 80 | 20  |
| 14  | Banfield          | 30 | 7  | 6  | 17 | 40 | 80 | 20  |
| 16  | Atlanta           | 30 | 4  | 10 | 16 | 31 | 74 | 18  |

|  |            |
|  | Campeão.   |
|  | Rebaixado. |

## Premiação
| Campeonato Argentino de Futebol de 1947 |
| --------------------------------------- |
| River Plate Campeão (9° título)         |

## Goleadores
| Jogador | Jogador            | Gols | Equipe        |
| ------- | ------------------ | ---- | ------------- |
|         | Alfredo Di Stéfano | 27   | River Plate   |
|         | René Pontoni       | 23   | San Lorenzo   |
|         | Mario Fernández    | 22   | Independiente |
|         | Mario Boyé         | 18   | Boca Juniors  |
|         | Rinaldo Martino    | 18   | San Lorenzo   |